# Stephostethus lardarius
Stephostethus lardarius is een keversoort uit de familie schimmelkevers (Latridiidae). De wetenschappelijke naam van de soort werd in 1775 gepubliceerd door Charles De Geer.